# Stenodontus regieri
Stenodontus regieri är en stekelart som beskrevs av Diller 1996. Stenodontus regieri ingår i släktet Stenodontus och familjen brokparasitsteklar. Inga underarter finns listade i Catalogue of Life.